# Камалов Рафік Ханафійович
Рафік Ханафійович Камалов (нар. 21 листопада 1950) — радянський та український військовий стоматолог, Заслужений лікар України (1996), кандидат медичних наук (2006), полковник медичної служби.

## Життєпис
Народився 21 листопада 1950 року в місті Кізел Пермської області РРФСР у родині службовців. Після закінчення кизельської середньої школи рік працював на шахті міста Гримячинськ Пермської області. У 1968 році вступив до Пермського державного медичного інституту зі спеціальності «Стоматологія».
У 1973 році, після закінчення інституту був призваний на строкову військову службу.
Після демобілізації в 1975 році працював в Ольській райлікарні Магаданської області лікарем-стоматологом.
У 1976 році став кадровим офіцером. Під час проходження служби обіймав наступні посади: лікаря-стоматолога танкового полку, начальника зуболікувального кабінету, начальника медичного пункту полку.
У 1987—1989 роках брав участь у радянсько-афганській війні: лікарем медичного пункту 177 мотострілкового полку 108 мотострілкової дивізії; лікарем-спеціалістом ортопедичного відділення, начальником зуботехнічної лабораторії 40-ї загальновійськової армії в Кабулі; був заступником, потім начальником 76 стоматологічної поліклініки в Кабулі.
У 1989 році призначений начальником 147-ї Стоматологічної поліклініки Київського військового округу (з 1993 року — Центральної стоматологічної поліклініки Міністерства оборони України).
В 1992 році прийняв присягу на вірність народу України і був призначений начальником Центральної стоматологічної поліклініки — Головним стоматологом Міністерства оборони України.
У 2002 році закінчив Українську Академію державного управління при Президентові України за спеціальністю «Державне управління».
У квітні 2005 року звільнився з військової служби. Продовжив працювати на тій же посаді.
В 2006 році захистив кандидатську дисертацію в Національній медичній академії післядипломної освіти ім. П. Л. Шупика.
У листопаді 2010 року призначений на посаду Тимчасово виконуючого обов'язки Директора Військово-мединого департаменту Міністерства оборони України. З вересня 2011 року вже на посаді Директора Військово-медичного департаменту МО України (Головного державного санітарного лікаря МО України).
У червні 2012 призначений начальником Центральної стоматологічної поліклініки Міністерства оборони України — лікарем-стоматологом.

## Громадська діяльність
Р. Х. Камалов був обраний головою правління Спілки ветеранів Афганістану Печерського району міста Києва

## Нагороди
За вагомий особистий внесок у розвиток ветеранського руху, мужність і самовідданість, виявлені під час виконання військового обов'язку, патріотичне виховання молоді та активну громадську діяльність, відзначений:
- орденом «За заслуги» III ступеня (2019)[4].
- орденом Богдана Хмельницького III ступеня (2013)[5]

Також був нагороджений і радянськими орденами:
- орденом Червоної Зірки (1990)
- орденом «За службу Батьківщині в ЗС СРСР» III ступеня (1988)